# فی وایت
فی وایت (انگلیسی: Faye White؛ زادهٔ ۲ فوریهٔ ۱۹۷۸) بازیکن فوتبال اهل بریتانیا است.
از باشگاه‌هایی که در آن بازی کرده‌است می‌توان به زنان آرسنال اشاره کرد.
وی همچنین در تیم ملی فوتبال زنان انگلستان بازی کرده‌است.